# Igor Pudło
Igor Pudło (ur. 1966 we Wrocławiu), znany również jako Igor Boxx – polski DJ i producent muzyczny. Absolwent Uniwersytetu Wrocławskiego. Igor Pudło znany jest przede wszystkim z wieloletnich występów w duecie nu-jazzowym Skalpel, który współtworzy wraz z Marcinem Cichym. Od 2010 roku tworzy autorski projekt syngowany pseudonimem Igor Boxx. Debiutancki album producenta zatytułowany Breslau ukazał się 25 października 2010 roku nakładem wytwórni muzycznej Ninja Tune. Muzyk współpracował ponadto z takimi wykonawcami jak: Apteka, Hurt, Lech Janerka oraz L.U.C. Pudło współtworzy ponadto projekt Nervy m.in. wraz z perkusistą Janem Młynarskim, byłym członkiem formacjami 15 Minut Projekt.

## Dyskografia
| Tytuł                 | Dane dot. albumu                                    |
| --------------------- | --------------------------------------------------- |
| Breslau               | - Data: 25 października 2010 - Wydawca: Ninja Tune  |
| Last Party In Breslau | - Data: 30 stycznia 2012 - Wydawca: Barcode Records |
| Dream Logic           | - Data: 27 listopada 2012 - Wydawca: Ninja Tune     |
| Delirium              | - Data: 6 listopada 2015 - Wydawca: PlugAudio       |
| Fyodor                | - Data: 9 marca 2018 - Wydawca: ToolBoxx            |

## Teledyski
| Tytuł                   | Rok  | Reżyseria                               | Album   | Źródło |
| ----------------------- | ---- | --------------------------------------- | ------- | ------ |
| "Last Party In Breslau" | 2010 | Dariusz Szermanowicz, Łukasz Tunikowski | Breslau | [ 10 ] |

## Nagrody i wyróżnienia
| Rok  | Kategoria                      | Tytułem   | Nagroda                                         | Uwagi     | Źródło |
| ---- | ------------------------------ | --------- | ----------------------------------------------- | --------- | ------ |
| 2011 | Muzyka rozrywkowa – wydarzenie | Igor Boxx | Nagroda Muzyczna Programu Trzeciego – „Mateusz” | Nominacja | [ 11 ] |